# Майстер п'яти чарів
«Майстер п'яти чарів» (англ. Master of the Five Magics) — фентезійний роман Ліндона Гарті, вперше надрукований 1980 року. Це перша з трилогії, події якого відбувається в одному світі; друга книга — «Таємниця шостої магії», а третя — «Загадка семи сфер». У книгах представлені різні персонажі, але кожна з них детальніше досліджує ту саму систему магії. Це може бути раннім прикладом жорсткого фентезі. 

## Сюжет
Книга присвячена пригодам її головного героя та героя на ім'я Алодара у вигаданій країні Проколон. Більшу частину книги Алодар прагне відзначитися настільки, щоб одружитися з королевою Вендорою, що відновить честь його родини.
Книга поділена на шість частин, перші п’ять з яких відповідають п’яти дисциплінам магії, вивченим Алодаром у цій частині розповіді. Заключна частина має назву «Архіобраз» і відповідає майстерності Алодара у всіх інших формах магії.
У перших трьох частинах Алодар достатньо вивчає певний тип магії, щоб досягти помітних успіхів, але антагоніст цієї частини узурпує кредит Алодара та стає визнаним залицяльником королеви. Потім в Алодара залишається якийсь артефакт, який дозволяє йому почати вивчати нову дисципліну магії. У першій частині також представлена Аеріель, жіночий персонаж, важливий у другій половині книги.
У четвертій частині немає артефакту; натомість Алодар знаходить стародавнього чарівника, поміщеного в анабіоз, який відкриває Алодару основи свого ремесла на початку п’ятої частини.
У п’ятій частині книги розповідається, що подорож Алодара була спланована древніми чарівниками, які передбачили неминуче демонічне вторгнення.
У шостій і останній частині Алодар використовує свої знання всіх п’яти магічних дисциплін разом, щоб перемогти лідера армії демонів. Однак Алодар відкидає як шлюб з королевою, так і пропозицію своїх попередніх противників підтримати державний переворот, який посадив Алодара на трон; замість цього він вирішує одружитися з Аеріель і продовжити навчання.

## Головні герої
- Алодар, головний герой книги. Вважається, що його сім'я колись була знатною; однак на початку оповіді вони втратили славу. Тому Алодар — лише учень тауматурга, найменш престижного типу користувачів магією.
- Вендора, королева Проколона.
- Аеріел, радниця Вендори. Вона зізнається в коханні Алодару в першій частині книги, але Алодар чітко не відповідає взаємністю до останнього розділу.
- Фестон, головний негативний герой у першій частині книги. Його батько Фестиль — дворянин на службі у Вендори. Вони повністю приписують втечу королеви з обложеної фортеці, ігноруючи важливий внесок Алодара, що спонукає королеву назвати Фестона офіційним претендентом.
- Базіл, головний негативний герой у другій частині книги. Один із його поплічників викрадає алхімічне зілля в Алодара та використовує його, щоб зібрати величезну кількість дорогоцінних каменів для Базіла. Це дає Базілю достатній вплив, щоб залицятися до королеви.
- Данкан, чарівник, який з'являється в третій частині книги. Він завершує ритуал над артефактом, виявленим Алодаром, перетворюючи його на потужний талісман. Це змусило королеву назвати його ще одним офіційним кандидатом на шлюб.
- Келрік, літній чаклун, який навчає Алодара в четвертій частині книги.
- Андар, чарівник, поміщений у стазисі. У п'ятій частині книги він навчає Алодара основам чарівництва.

## Магічні дисципліни
Основна увага сюжету зосереджена на п’яти магіях назви: Тауматургія, Алхімія, Магія, Чаклунство та Чарівництво. У системі, розробленій для трилогії, кожна дисципліна дозволяє користувачеві виконувати магічні дії за певним набором правил. Ці правила вказані після змісту, а також викладені в описі. Нижче наведено основи кожної дисципліни:

### Тауматургія
Тауматургія керується принципами симпатії та зараження. Завдяки принципу симпатії тауматург може маніпулювати матерією та енергією у великому масштабі, імітуючи запланований ефект у меншому масштабі. Наприклад, підняти великий валун, піднявши менший, але схожий камінь. Тауматургія обмежена енергією, необхідною для виконання роботи. Занадто багато енергії свого тіла може вбити тауматурга, тому вони витягують її з навколишнього середовища (наприклад, із вогню чи прялки). Жоден симпатичний зв’язок не є ідеальним, тому частина енергії завжди втрачається. Завдяки принципу зараження вони можуть зменшити кількість втраченої енергії, використовуючи справжній шматок цілі.
Тауматургія виконується шляхом читання заклинань, які зв'язують енергію з симуляцією. Тауматурги часто захищають ці заклинання, вимовляючи безглузді склади навколо слів сили, щоб замаскувати їх.
Тауматурги носять коричневі накидки, і до них ставляться як до звичайних майстрів, які використовують своє мистецтво для усунення течі на дахах і збільшення врожайності. Щоб стати тауматургом, потрібно стати учнем у майстра. Довівши певний рівень майстерності, вони стають підмайстрами. І як тільки вони доведуть себе, вони можуть стати майстром-тауматургом.
Хитрість — найважливіша риса, якою може володіти тауматург.

### Алхімія
Алхімія керується доктриною підписів. У цій доктрині стверджується, що кожен алхімічний інгредієнт має фізичні властивості, які вказують на можливі сили, які він може отримати, змішавши в зілля. Алхімія обмежена, зілля потрібно виробляти великою кількістю, оскільки випадкові фактори призведуть до того, що зілля не вийде, і ймовірність невдачі зростатиме з кожним кроком. Алхімічні продукти зберігають свою силу лише тижнями або навіть днями. Після цього вони стають марними.
Окрім змішування інгредієнтів, зілля потрібно активувати, написавши формулу зілля за допомогою таємничих символів, які алхіміки ревно охороняють.
Алхіміки носять білі мантії. Це торговці, які торгують інгредієнтами та рецептами між собою, а також продають свої зілля. Іноді алхіміки створюють фабрики, виробляючи слабші зілля у величезних кількостях. Щоб стати алхіміком, новачки повинні навчатися під керівництвом майстра.
Наполегливість — найважливіша риса, якою може володіти алхімік.

### Чари
Магія керується Максимом Наполегливості. Щоб створити магічний предмет, потрібно бездоганно провести ритуали. Будь-яка помилка зіпсує ритуал і не дасть магічного предмета. Одного разу зробленого, він триває вічно.
Виготовлення магічного предмета - це створення ритуалу, а потім його виконання. Кожна ритуальна вправа — натягування лука, дзвін у дзвін тощо — має числове значення. Розташувавши ці цифри в математично ідеальній послідовності, виходить магічний об’єкт. Нові об'єкти створюються шляхом виведення нових послідовностей на основі ритуалів, виконаних раніше.
Чим потужніший кінцевий продукт, тим складніші ритуали, і тим більше часу потрібно для їх виконання.
Маги зазвичай об’єднуються у великі Ордени, оскільки магія вимагає великої відданості та ретельного вивчення. Ритуали можуть включати багато різних учасників, включаючи хори, які співають заклинання, і танцюристів, які рухаються в чіткій послідовності. Вони носять блакитні мантії зі світлими відтінками для членів нижчого рангу та темнішими мантіями для членів вищого рангу. Неофіти виконують прості завдання та допомагають у ритуалах, але не мають права вивчати магію. Посвячені вивчають основні види магії. Довівши свої знання, вони стають Аколітами. Щоб стати майстром, потрібно ще багато вчитися.
Логіка - найважливіша риса, якою може володіти маг.

### Чаклунство
Чаклунство — це контроль одного розуму іншим. Щоб встановити контроль, чаклун повинен встановити зоровий контакт з жертвою, а потім прочитати належне заклинання. Відповідно до Правила трьох, яке керує чаклунством, кожне заклинання має бути прочитано тричі. Чим сильніше оберіг, тим важче завершити ритуал. Після вчинення заклинання не можна відмовлятися від нього або його неправильно висловлювати, оскільки це призведе до головного болю, галюцинацій, нудоти та навіть смерті, залежно від того, наскільки потужним є заклинання. Чарівність обмежена вартістю кожного чару. З кожним чаром чаклун витрачає частину своєї життєвої сили. Як тільки це все буде використано, вони гинуть. Чим більша чарівність, тим більше витрачається їх життєвої сутності.
Чаклуни носять сірі мантії і часто працюють при дворах королів, королев і лордів. Кожен правитель може знайти застосування для чаклуна: як провидця чи віщуна, який дає вказівки, як артиста, який плете складні ілюзії, або як потужного активу в битві, контролюючи свідомість своїх ворогів. Учень чаклунства відомий як «тиро». 
Хоробрість — найважливіша риса, якою може володіти чаклун.

### Чарівництво
Чарівництво керується Законами повсюдності та дихотомєю. Через Закон повсюдності вогонь використовується, щоб відкрити прохід у царство демонів. Для сильніших демонів потрібно спалити специфічні, а іноді й рідкісні речовини. Відповідно до Закону дихотомії, після виклику має бути один господар і один раб, нічого між ними. Це вирішується шляхом змагання волі — або чарівник сильніший і стає господарем, або демон сильніший, і його раб-чаркнижник повинен виконувати його вказівки.
Викликані демони послаблюють бар’єр між цим світом і світом демона, а це означає, що коли одного демона протягують, іншого можна протягнути набагато легше. Після повернення демона бар'єр відновлюється.
Чарівники носять чорні мантії. Під час подій роману чаклунство, по суті, є мертвим мистецтвом. Єдині чарівники, що залишилися, — артисти цирку. Однак до свого падіння вони користувалися широкою повагою; навіть королі довіряли слову чарівника.
Сила волі — найважливіша риса, якою може володіти чарівник.

### Метамагія
Метамагія, представлена в продовженні, — це мистецтво маніпулювання сімома законами, які керують іншими п’ятьма магіями. Метамагія передбачає призупинення поточних правил, заміну їх новими правилами, а потім відновлення правил. Чим більше навичок має Метамаг, тим більшою може бути різниця між старим і новим правилом.

## У масовій культурі
Пісня «Five Magics» від Megadeth була натхненна цією книгою, хоча п’ять магій, перерахованих у тексті пісні, відрізняються від тих, що містяться в книзі. П’ять магій у пісні перераховані як алхімія, чаклунство, чарівництво, термологія та електрика.
Автор Патрік Ротфусс виступив під час авторської дискусії на Phoenix Comicon у 2014 році та назвав «Майстра п’яти чар» впливовим на написання його «Хроніки вбивці королів» («Ім'я вітру» (2007), «Страх мудреця» (2011), «Повільний, Повага до тихих речей» (2014) і неопубліковані «Кам'яні двері»).
Річард Гарфілд розповів в інтерв’ю, що п’ятиколірна модель Magic: The Gathering була натхненна «Майстром п’яти чар».